# Prelatura territoriale di Lábrea
La prelatura territoriale di Lábrea (in latino: Praelatura Territorialis Labreana) è una sede della Chiesa cattolica in Brasile suffraganea dell'arcidiocesi di Porto Velho. Nel 2021 contava 74.000 battezzati su 99.000 abitanti. È retta dal vescovo Santiago Sánchez Sebastián, O.A.R.

## Territorio
La prelatura territoriale si trova nella parte meridionale dello stato brasiliano di Amazonas e comprende i comuni di Lábrea, Tapauá, Pauini e Canutama.
Sede prelatizia è la città di Lábrea, dove si trova la cattedrale di Nostra Signora di Nazareth (Nossa Senhora de Nazaré).
Il territorio si estende su una superficie di 230.636 km² ed è suddiviso in 5 parrocchie.

## Storia
La prelatura territoriale è stata eretta il 1º maggio 1925 con la bolla Imperscrutabili Dei di papa Pio XI, ricavandone il territorio dalla diocesi di Amazonas (oggi arcidiocesi di Manaus).
Originariamente suffraganea dell'arcidiocesi di Belém do Pará, il 16 febbraio 1952 è entrata a far parte della provincia ecclesiastica dell'arcidiocesi di Manaus, mentre il 4 ottobre 1982 è divenuta suffraganea dell'arcidiocesi di Porto Velho.

## Cronotassi dei vescovi
Si omettono i periodi di sede vacante non superiori ai 2 anni o non storicamente accertati.
- Sede vacante (1925-1944)
- Ignacio Martínez Madrid, O.A.R. † (27 giugno 1930 - 16 marzo 1942 deceduto) (amministratore apostolico)

- José del Perpetuo Socorro Álvarez Mácua, O.A.R. † (1944 - 30 novembre 1967 dimesso)
  - Sede vacante (1967-1971)
- Florentino Zabalza Iturri, O.A.R. † (7 giugno 1971 - 12 gennaio 1994 dimesso)
- Jesús Moraza Ruiz de Azúa, O.A.R. (12 gennaio 1994 - 13 aprile 2016 dimesso)
- Santiago Sánchez Sebastián, O.A.R., dal 13 aprile 2016

## Statistiche
La prelatura territoriale nel 2021 su una popolazione di 99.000 persone contava 74.000 battezzati, corrispondenti al 74,7% del totale.
| anno | popolazione | popolazione | popolazione | presbiteri | presbiteri | presbiteri | presbiteri                | diaconi | religiosi | religiosi | parrocchie |
| anno | battezzati  | totale      | %           | numero     | secolari   | regolari   | battezzati per presbitero | diaconi | uomini    | donne     | parrocchie |
| ---- | ----------- | ----------- | ----------- | ---------- | ---------- | ---------- | ------------------------- | ------- | --------- | --------- | ---------- |
| 1949 | 38.257      | 44.960      | 85,1        | 6          |            | 6          | 6.376                     |         | 6         |           | 3          |
| 1963 | 42.500      | 42.800      | 99,3        | 9          |            | 9          | 4.722                     |         | 9         | 5         | 4          |
| 1968 | 56.000      | 60.000      | 93,3        | 4          |            | 4          | 14.000                    |         | 10        | 4         | 4          |
| 1976 | 44.000      | 45.000      | 97,8        | 7          |            | 7          | 6.285                     |         | 17        | 5         | 4          |
| 1980 | 52.700      | 55.600      | 94,8        | 7          | 1          | 6          | 7.528                     |         | 16        | 8         | 4          |
| 1990 | 65.600      | 71.600      | 91,6        | 13         | 1          | 12         | 5.046                     |         | 19        | 10        | 4          |
| 1999 | 61.000      | 74.000      | 82,4        | 15         | 3          | 12         | 4.066                     |         | 18        | 9         | 4          |
| 2000 | 61.000      | 74.598      | 81,8        | 14         | 2          | 12         | 4.357                     |         | 17        | 11        | 4          |
| 2001 | 61.000      | 74.598      | 81,8        | 14         | 2          | 12         | 4.357                     |         | 17        | 11        | 4          |
| 2002 | 61.500      | 78.832      | 78,0        | 13         | 1          | 12         | 4.730                     |         | 17        | 12        | 4          |
| 2003 | 62.500      | 78.832      | 79,3        | 13         | 2          | 11         | 4.807                     |         | 16        | 13        | 4          |
| 2004 | 61.500      | 78.832      | 78,0        | 13         | 2          | 11         | 4.730                     |         | 17        | 13        | 4          |
| 2013 | 69.600      | 88.700      | 78,5        | 24         | 16         | 8          | 2.900                     |         | 12        | 11        | 4          |
| 2016 | 71.400      | 95.600      | 74,7        | 11         | 3          | 8          | 6.490                     |         | 11        | 7         | 4          |
| 2019 | 73.100      | 97.900      | 74,7        | 13         | 4          | 9          | 5.623                     |         | 13        | 10        | 4          |
| 2021 | 74.000      | 99.000      | 74,7        | 16         | 4          | 12         | 4.625                     |         | 15        | 12        | 5          |